# Mizuno Toshikata
Pour les articles homonymes, voir Mizuno (homonymie).
Mizuno Toshikata est un nom japonais traditionnel ; le nom de famille (ou le nom d'école), Mizuno, précède donc le prénom (ou le nom d'artiste).
Mizuno Toshikata (水野 年方), de son vrai nom Mizuno Kumejirō, est un peintre japonais des XIXe et XXe siècles, né en 1866, originaire de Tokyo, mort en 1908. Le style de ce maître d'estampes ukiyo-e relève aussi du style nihonga.

## Biographie
À l'âge de 13 ans, son père l'envoya à l'école de gravure de Tsukioka Yoshitoshi (Tsukioka Hōnen) (1839-1892). Il a également été apprenti chez un peintre en céramique. Plus tard, Mizuno Toshikata a été initié à l'art traditionnel de la peinture japonaise par Shibata Hoshu et par le peintre nihonga, Watanabe Seitei (1851-1918). Il obtient le succès à 17 ans dans le genre des illustrations de journaux. Il ouvre son propre atelier de gravure.
Mais l'époque était difficile pour les graveurs japonais vers la fin du XIXe siècle. Les Japonais avaient perdu toute appréciation de leurs arts et métiers traditionnels. Tout ce qui était occidental était iki - « cool ». Cependant la guerre sino-japonaise de 1894/95 a stimulé une reprise intense mais très brève de la gravure d'ukiyo-e. Des centaines de dessins ont été créés et vendus « comme des pommes de terre chaudes ». Mizuno Toshikata fait alors partie des artistes qui conçoivent de nombreuses estampes de guerre. Ses gravures, composées comme des peintures, comptent parmi les meilleures et sont plus que de simples reportages illustrés d'événements de guerre.
Mizuno Toshikata fait un peu de tout - des gravures de guerre, des illustrations et il réussit, néanmoins, à poursuivre une carrière de peintre et de graveur sérieux. En 1887, il a la chance d'occuper le poste d'illustrateur précédemment occupé par Tsukioka Yoshitoshi au Yamato shinbun - un journal de Tokyo. Cela lui donne un revenu stable.

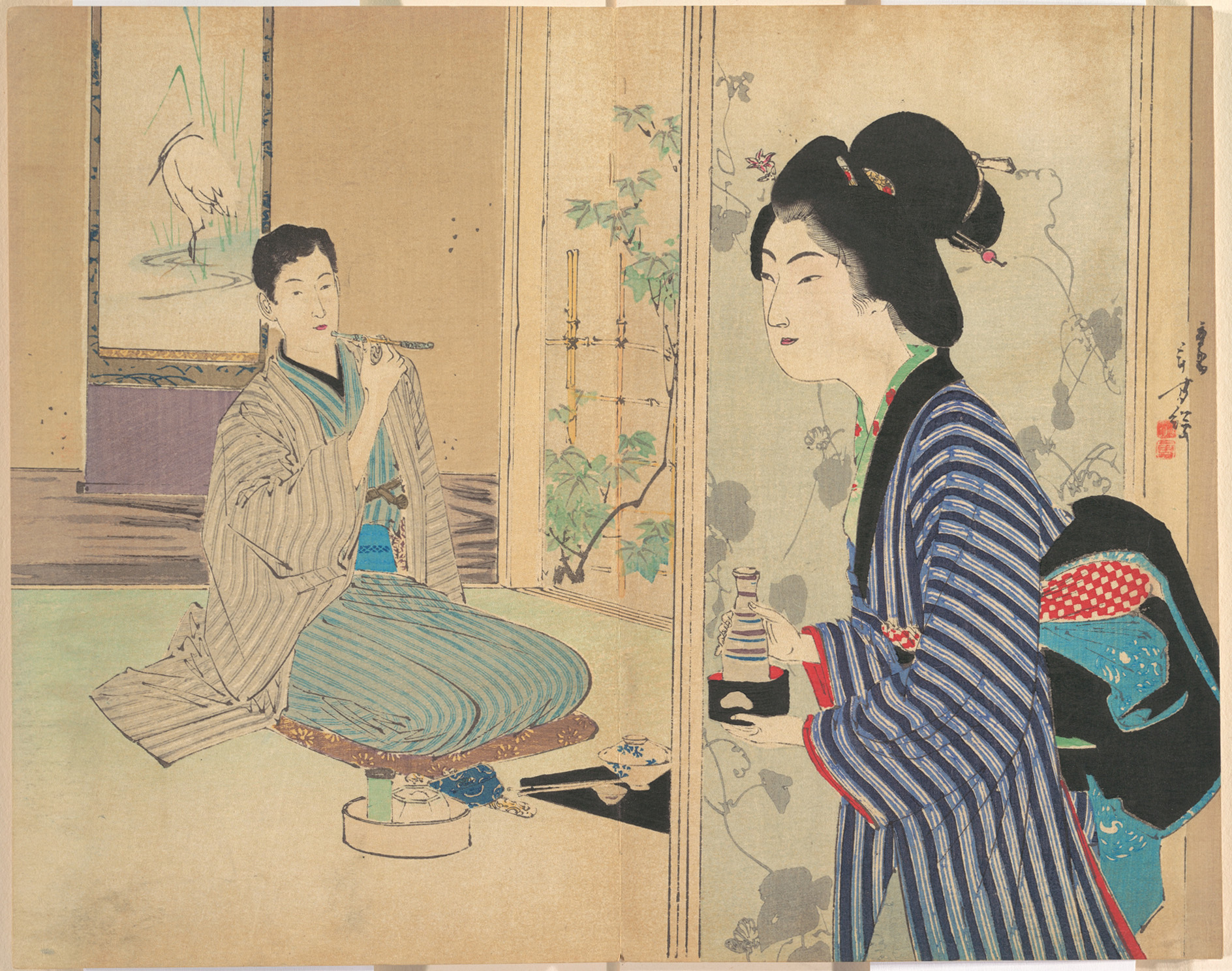
Frontispice (1895) pour une nouvelle de Yamada Bimyō, Le maître appelé anguille, dans la revue littéraire Bungei kurabu (1895-1933). Gravure, encre et couleur sur papier, H. 13.5 cm

Mizuno publie plusieurs séries de gravures de bijin (« jolies filles ») et de scènes de genre avec des femmes et des enfants. Parmi ses éditeurs figurent Sato Shotaro et Akiyama Buemon.
Il travaille dans un style japonais traditionnel et se spécialise dans la peinture de genre. Il participe aux expositions de Paris, avec une mention honorable en 1900 à l'occasion de l'Exposition universelle de 1900 à Paris. Il est membre de l'académie des Beaux-Arts de Tokyo.
Après 1900, Mizuno Toshikata est un illustrateur, peintre et graveur bien connu. Il a enseigné à Kaburagi Kiyokata, Ikeda Shoen (une des rares artistes femmes du début du XXe siècle) et Ikeda Terukata (son mari). Il décède en 1908. Il n'avait que 43 ans.

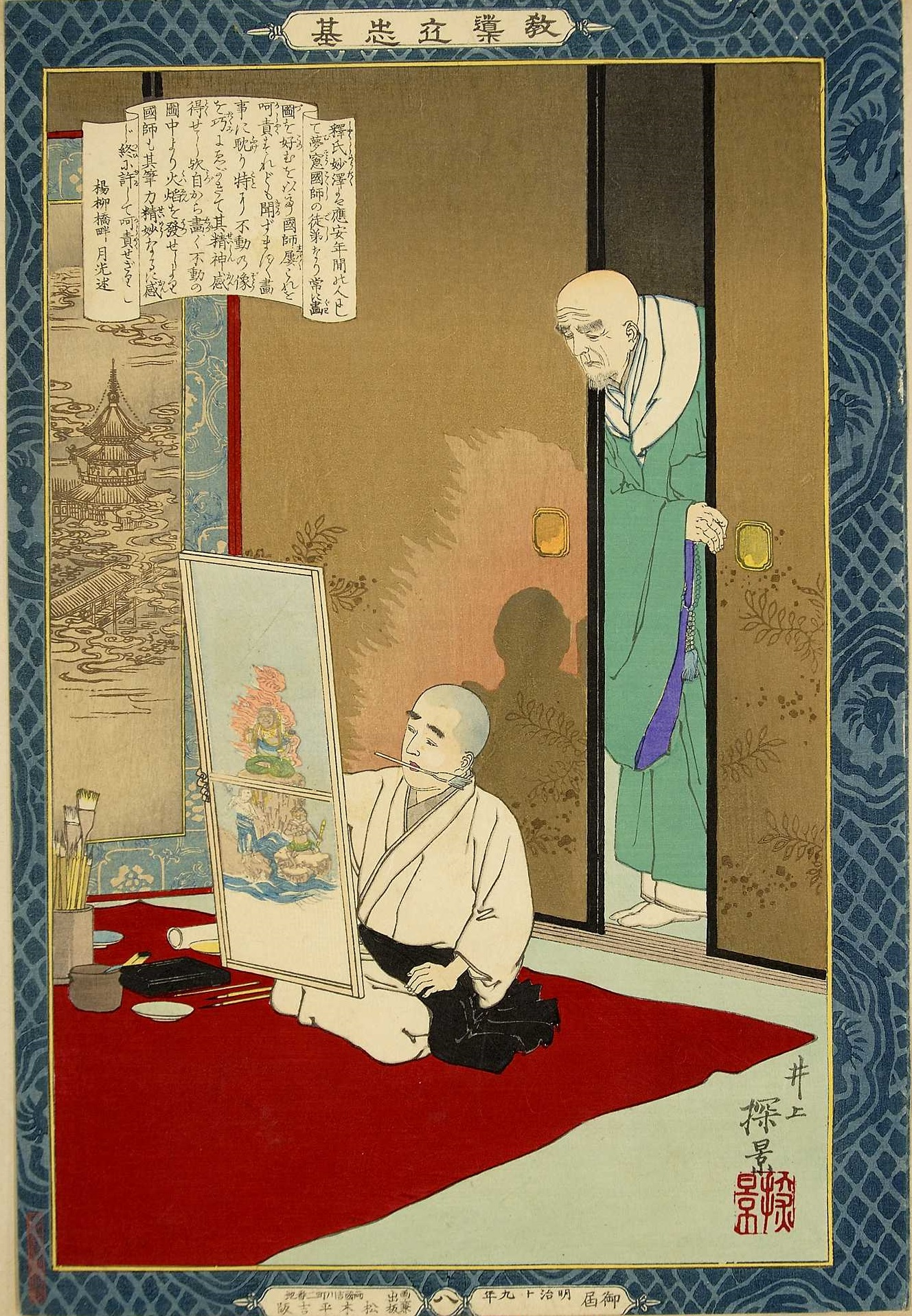
De la série : Instruction sur les fondements du succès, 1886. Gravure polychrome nishiki-e
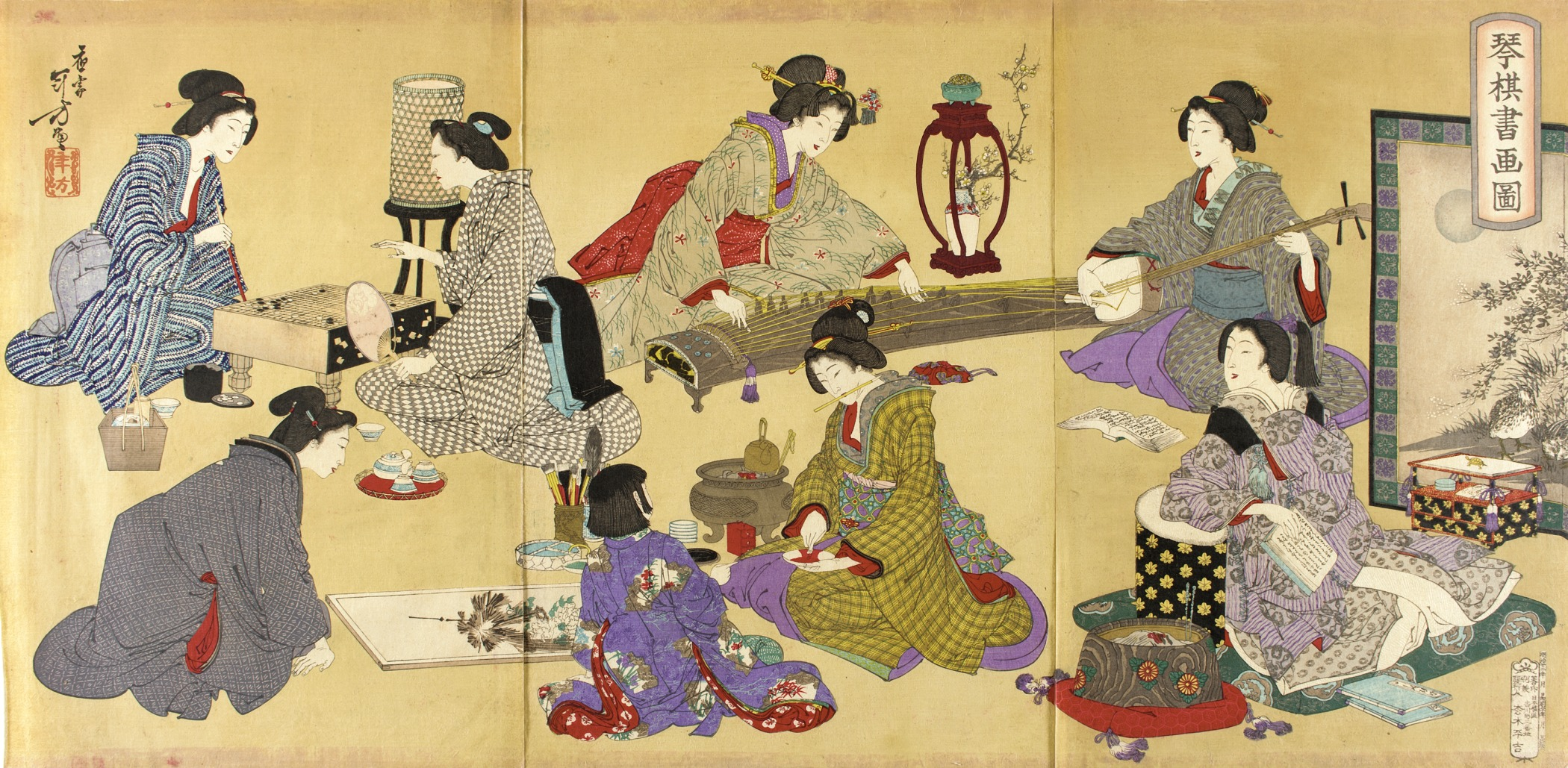
Jeu, musique et peinture. 1889. Estampe en trois planches, H. 35.24. LACMA
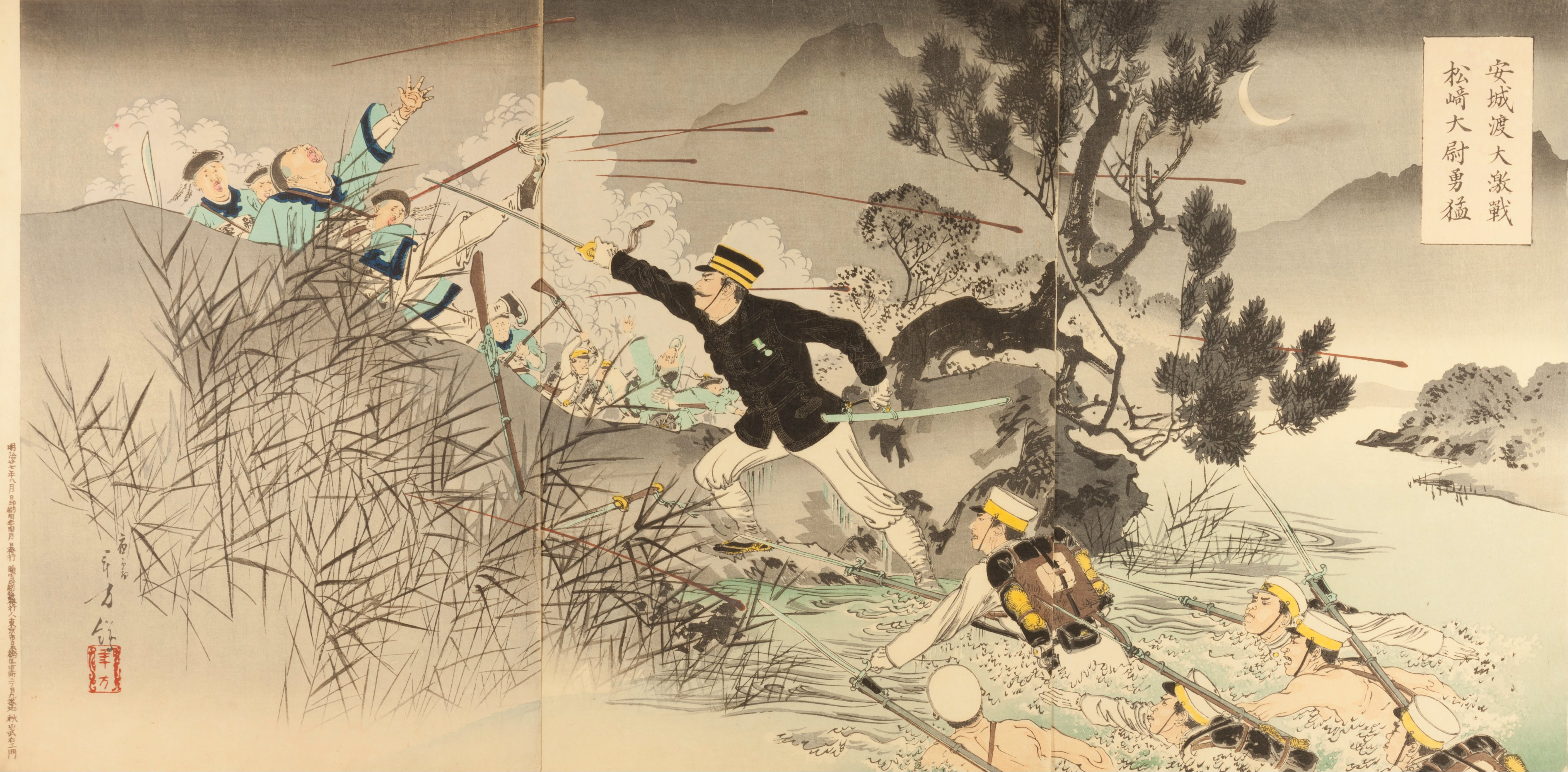
Scène de la première guerre sino-japonaise. Publié en 1894. Estampe polychrome , H. 36,4 cm. MET
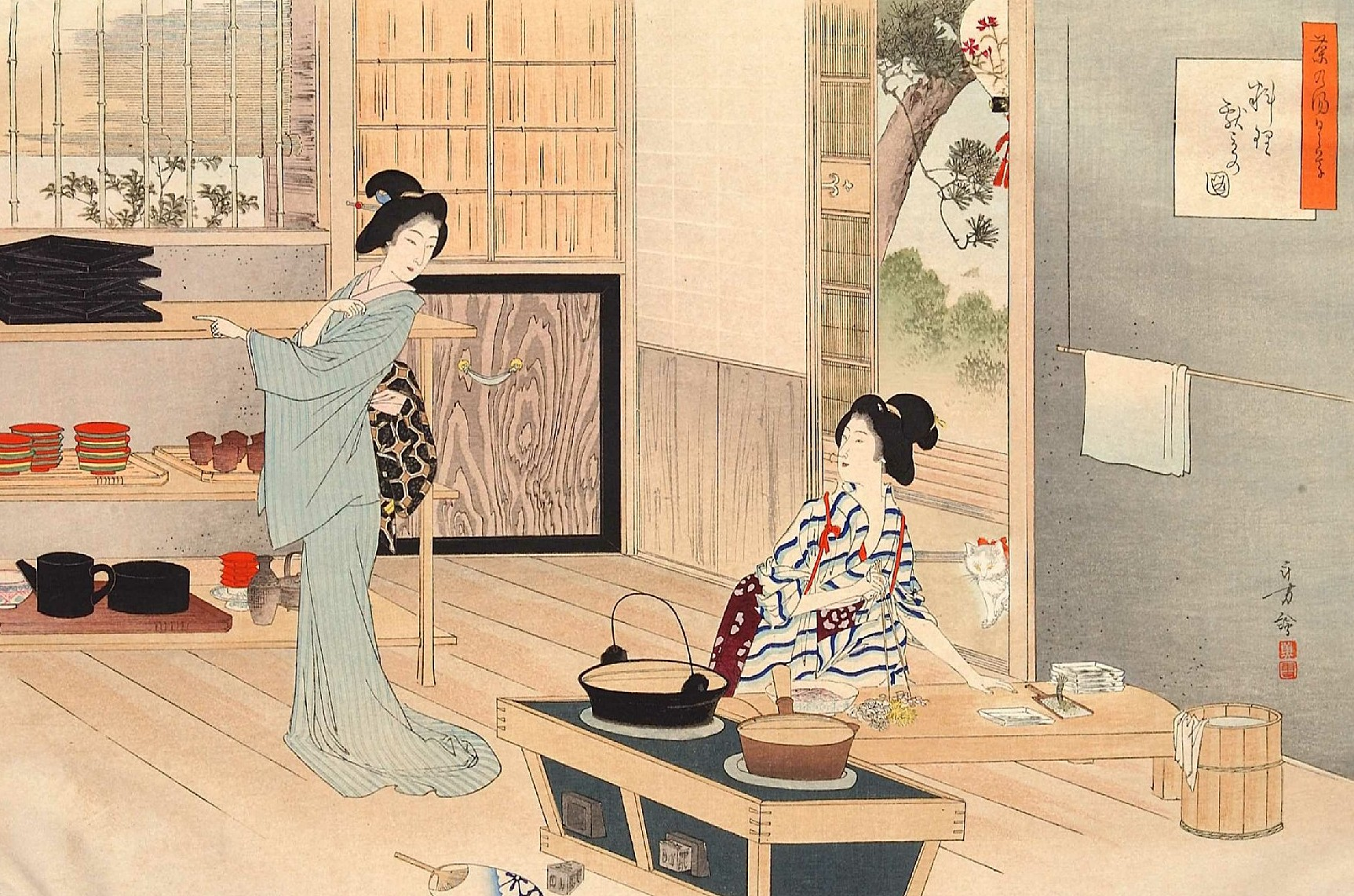
Dans la série Préparation d'une cérémonie du thé. 1897. Gravure sur bois.
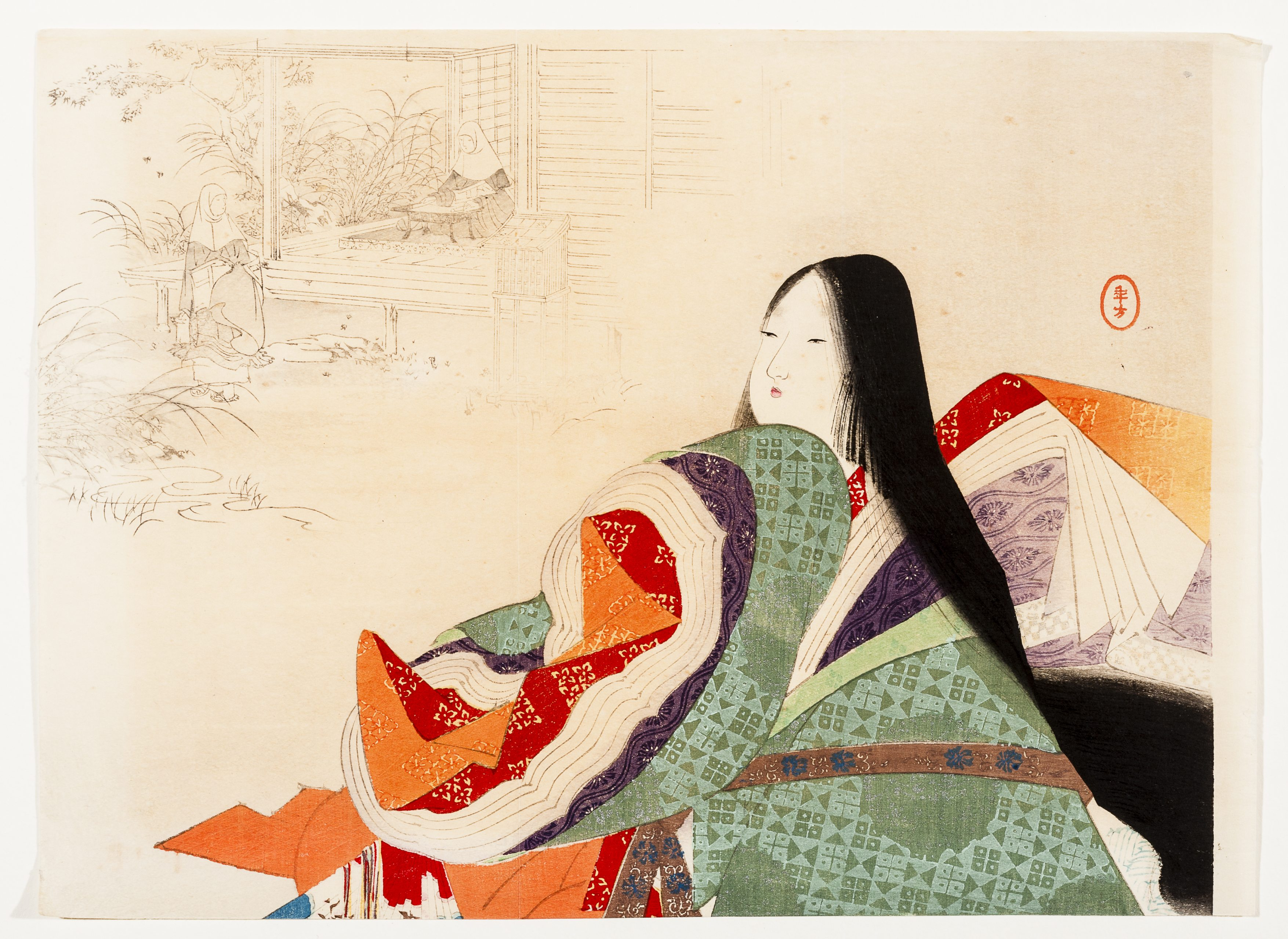
Taira no Tokuko (impératrice consort de l'empereur Takakura(1161-1181), époque de Heian. 1901
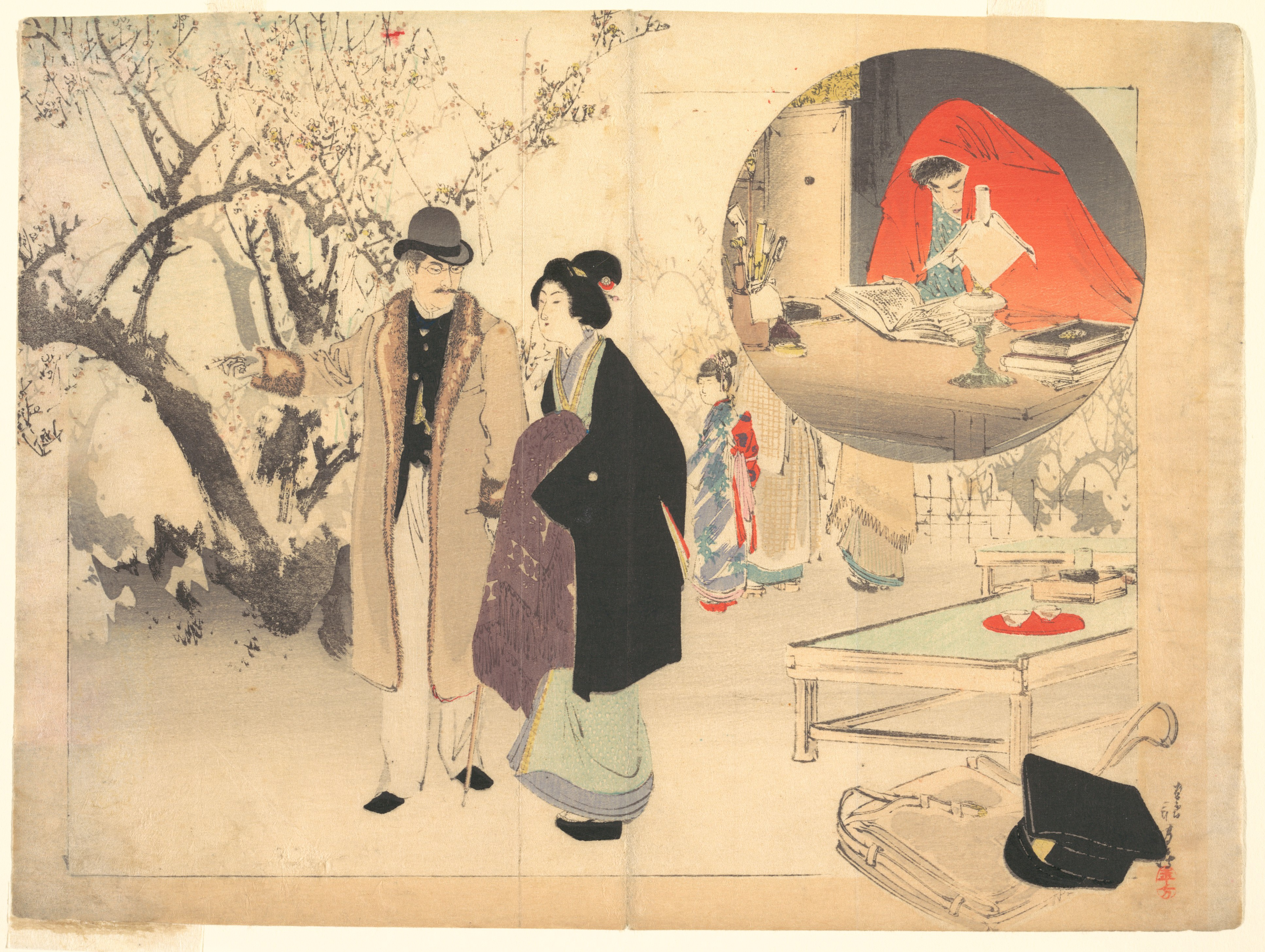
Le démon de l'argent, 1903. Estampe polychrome, 21.6 x 28.9 cm